# 苏联国防委员会
苏联国防委员会（俄語：Государственный комитет обороны，缩写为；拉丁化转写为Gosudarstvennyj komitet oborony, 缩写为GKO）是苏联武装力量和国防体系的最高决策机关。成立于1941年6月30日，根据苏联最高苏维埃主席团、苏共（布）中央委员会和苏联人民委员会的决议而成立。

## 初始人員
- 主席：约瑟夫·维萨里奥诺维奇·斯大林
- 副主席：维亚切斯拉夫·米哈伊洛维奇·莫洛托夫
- 克利缅特·叶夫列莫维奇·伏罗希洛夫
- 格奥尔基·马克西米利安诺维奇·马林科夫
- 拉夫连季·巴夫洛维奇·贝利亚
- 尼古拉·阿列克谢耶维奇·沃兹涅先斯基
- 拉扎尔·莫伊谢耶维奇·卡冈诺维奇
- 阿纳斯塔斯·伊万诺维奇·米高扬
- 尼古拉·亚历山德罗维奇·布尔加宁

## 历史
它是苏德战争时期拥有全权的特设最高国家机关。它领导国家所有部门和机关，调动国家一切物质、精神和军事力量战胜敌人；解决调整经济、动员国内人力资源满足前线和国民经济需要、为军队和工业门培训预备队和干部、从受威胁地区后撤工业、恢复被战争破坏地区的国民经济等。
国防委员会决议具有战时法律效力，各级国家机关、军事、经济、工会机关都必须无条件地执行它的一切决议和命令。它向最高统帅部及整个苏联武装力量下达军事政治任务，负责完善军队体制，配备领导干部，确定战争中使用的军队的总性质。它依靠人民委员会、城防委员会、党政机关、国防委员会在各地的全权代表开展活动。它通过最高统帅部大本营对武装斗争实施战略领导。
1945年9月4日，根据苏联最高苏维埃主席团命令，苏联国防委员会被撤销。1946年成立了苏联武装力量部，1950年该部分为陆军部和海军部。1953年合并为苏联国防部。
70年代以后，苏联武装力量和国防体系的领导指挥体制进行了变革。70年代中期设立了“苏联国防会议”，由时任苏共中央总书记勃列日涅夫担任国防会议主席。此后，苏共中央总书记一直身兼主席职务，一直到1991年苏联发生重大政治变化时止。
苏联国防会议成员包括：国防部正副部长、苏军总参谋长、总政治部主任、华约部队总司令、苏联部长会议主席、军事工业委员会负责人、国家安全委员会主席、内务部长等。国防会议成为指挥和领导整个苏联的武装力量的领导决策机构。1991年12月苏联解体后，该机构亦不复存在。

## 前身
1. 军事革命委员会（俄語：／英語：，十月革命）
2. 最高军事委员会（俄語：[a]／英語：，1918年3月4日－1918年9月1日）
3. 共和国革命军事委员会（1918年9月2日－1923年8月27日）
4. 苏联革命军事委员会（1923年8月28日－1934年6月20日）
5. 苏联国防人民委员部（1934年6月20日-1946年3月）